# تعلیم و تربیت در مدارس روستایی
تعلیم و تربیت در مدارس روستائی کتابی از کیت ویکسون وافورد با ترجمهٔ جواد عامری است که در سال ۱۳۳۹ منتشر و برندهٔ جایزه کتاب سال سلطنتی شد.